# Метревели, Валериан Иосифович
Валериан Иосифович Метревели (17 апреля 1917, Онский муниципалитет, Рача-Лечхуми и Квемо-Сванети — 24 января 2004, Тбилиси) — советский учёный, доктор технических наук (1964), профессор (1966), академик ВАСХНИЛ.

## Биография
Родился в 1917 году в селе Уцера. Член КПСС.
С 1939 года — на хозяйственной, общественной и политической работе. В 1939—2004 годах — начальник отделения, начальник Управления сектора сельской электрификации, начальник Главного управления Грузинской сельской электрификации Министерства сельского хозяйства Грузии. Директор Грузинского НИИ механизации и электрификации. Ректор Грузинского Сельскохозяйственного Института. Председатель Закавказского регионального отделения ВАСХНИЛ. Заместитель председателя Госагропрома Грузии по научному обеспечению. Президент Академии сельскохозяйственных наук Грузии.
Депутат Верховного Совета Грузинской ССР 9, 10, 11 созывов.
Умер в Тбилиси в 2004 году.